# Ковалевская, Светлана Сигизмундовна
Светлана Сигизмундовна Ковалевская (1929—1987) — советский ботаник, исследователь флоры Средней Азии. Лауреат Государственной премии Узбекской ССР имени Бируни (1968)

## Биография
В 1952 году окончила с красным дипломом биолого-почвенный факультет Среднеазиатского государственного университета (САГУ)
В 1956 году защитила кандидатскую диссертацию на тему «Liguliflorae флоры Узбекистана».
Всю свою жизнь она проработала в лаборатории флоры и систематики высших растений в Институте ботаники Академии наук Узбекской ССР (Ташкент).
Автор обработок изданий «Определитель растений Средней Азии», «Флора Узбекистана», «Флора Таджикистана».
Ею были описаны 2 новых для науки рода, 2 секции, 4 подсекции, а также 96 видов растений.

## Избранные труды
- Алексей Иванович Введенский (к 70-летию с дня рождения) // Ботанический журнал. 1968. Т. 43. № 11. С. 1658—1661. (Совместно с А. Я. Бутковым, М. М. Набиевым).
- Новые таксоны рода Tanacetopsis Kovalevsk. // Новости систематики высших растений. 1972. Т. 9. С. 268—270.
- Новый вид рода Primula L. (Primulaceae) с Памиро-Алая // Новости систематики высших растений 1982. Т. 19. С. 123—125. (Совместно с А. П. Чукавиной).
- Флористическое наследие Алексея Ивановича Введенского // Узбекский биологический журнал. 1983. Т. 3. С. 38—51. (Совместно с К. З. Закировым).
- Новые виды рода Lepidolopha C. Winkl. (Asteraceae) из Средней Азии // Новости систематики высших растений. 1984. Т. 21. С. 149—155. (Совместно с Н. А. Сафралиевой).
- Что такое Lycium turcomanicum Fisch. et Mey. ex Bunge (Solanaceae)? // Новости систематики высших растений. 1985. Т. 22. С. 211—214.
- Новые виды среднеазиатских сложноцветных (Asteraceae) // Новости систематики высших растений. 1986. Т. 23. С. 240—249.
- К систематике Среднеазиатских видов рода Perovskia Kar. (Labiatae) // Узбекский биологический журнал. 1987. Т. 5. С. 48—50.
- Система и конспект рода Lepidolopha C. Winkl. (Asteraceae) // Новости систематики высших растений. 1987. Т. 24. С. 163—168.
- Система и конспект рода Tanacetopsis (Tzvel.) Kovalevsk. (Asteraceae) // Новости систематики высших растений. 1987. Т. 24. С. 168—177.

## Таксоны растений, названные в честь С. С. Ковалевской
- Kovalevskiella Kamelin (1993) [= Cicerbita Wallr.]
- Allium svetlanae Vved. ex Filim. (1982)
- Asperula kovalevskiana Pachom. (1987)
- Cicerbita kovalevskiana Kirp. (1963) [syn.  Kovalevskiella kovalevskiana (Kirp.) Kamelin]
- Cousinia kovalevskiana Tscherneva (1989)
- Juno svetlanae Vved. (1971) [syn.  Iris svetlanae (Vved.) T.Hall & Seisums]
- Pyrethrum kovalevskiae Ikonn. ex Kamelin (1993)
- Rheum ×svetlanae Krassovsk. (1986) [= Rheum cordatum Losinsk. × Rheum maximowiczii Losinsk.]
- Taraxacum kovalevskiae Vainberg (1991)
- Taraxacum svetlanae Czerep. (1995), nom. nov. [syn.  Taraxacum complicatum Kovalevsk. (1962) non Soest (1959)]